# Roger Bouvard
Charles-Louis-Roger Bouvard est un architecte français né le 1er octobre 1875 à Marly-le-Roi (Yvelines), mort le 12 décembre 1961 à Paris 8e.

## Biographie
Il est le fils de l'architecte Joseph-Antoine Bouvard (1840-1920) qui succéda à Adolphe Alphand (1817-1891) à la Ville de Paris comme directeur des services de l'architecture, de promenades et des plantations. 
Roger Bouvard contribua au premier projet pour la construction du théâtre des Champs-Élysées à Paris. Il précéda l'architecte belge Henry Van de Velde à qui Gabriel Astruc et Gabriel Thomas confièrent finalement la réalisation du théâtre des Champs-Élysées. Henry Van de Velde créa en 1901 à Weimar ce qui allait devenir avec Walter Gropius le Bauhaus. Henry van de Velde dessina le portrait de Roger Bouvard.
Il fit œuvre originale d'urbaniste avec la reconstruction intégrale de la ville de Cormicy dans la Marne qui fut détruite lors de la guerre 14-18. Il en redessina le plan en respectant la trame médiévale. 
Il établit les plans de reconstruction de l'ensemble des bâtiments publics ainsi que ceux de la quasi-totalité des habitations, fermes, commerces, ateliers... soit plus de 400 bâtiments. Cela forme aujourd'hui un ensemble homogène unique avec un vocabulaire architectural très urbain et unique pour une telle petite ville. Il utilisa pour ce faire une brique silico-calcaire fabriquée localement par la filiale d'une entreprise parisienne.
Cet urbanisme d'une grande modernité, l'homogénéité et la diversité du patrimoine architectural et l'emploi d'un même matériau  font de cette reconstruction un cas rare  et exemplaire qui a justifié la qualification de site patrimonial et architectural et la création d'une AVAP/PVAP.

## Réalisations
Roger Bouvard réalisa un certain nombre d’immeubles à Paris, en province et plusieurs pavillons d'Expositions universelles dont notamment :
- 1904 - Exposition Universelle de Saint-Louis, Louisiane USA, imagine le Pavillon Français avec l'architecte Gustave Umbdenstock (1866-1940)  ;
- 1908 - École maternelle, 29, rue Gambetta, Paris 20e, inauguration le 12 décembre 1908, son père Joseph-Antoine Bouvard est présent  ;
- 1908 – Immeuble de bureaux et commerces, 3, place de l’Opéra pour la compagnie américaine d’assurances l’Équitable. Réalisation publiée dans la revue La construction moderne et la revue L'architecte de décembre 1908.
- Roger Bouvard réalise aussi avant la guerre l’Hôtel des Douanes (ex services de la dette inscrite) pour le Ministère des Finances, rue du Bac à Paris.
- 1910 - Immeuble 16, avenue Émile-Deschanel à Paris ;
- 1911 - Exposition Universelle de Turin, Italie, imagine le Pavillon de la Ville de Paris ;
- 1912 - Immeuble pour la Compagnie de Tramway de Paris, 15bis rue des Quatre-Chemins à Aubervillers ;
- 1913 - Immeuble de logements, commerces et activités, 1, rue de Montalembert à Paris ;
- 1913 - Immeuble de bureaux et commerces, 2, rue de Gribeauval à Paris ;
- 1919 à 1937 - Présente le plan de reconstruction de la ville de Cormicy (Marne) devant le conseil municipal réunis dans ses bureaux rue de Vendôme à Paris (délibération du Conseil Municipal de Cormicy - 26 mars 1919). Il devient ensuite l'architecte de la reconstruction de la commune jusqu'en 1937. Cette reconstruction est exemplaire en ce qu'elle est homogène tant en matériaux qu'en expression architecturale. Il traduit une modernité qui respecte l'histoire même de cette commune qui fut une ville prospère dès le Moyen Age à l'abri de ces remparts et de sa tour. Il réalise aussi la reconstruction de l'ensemble des bâtiments publics de la ville de Cormicy (Marne) qui ont été détruits lors de la guerre 14-18 : mairie, église, écoles, poste, presbytère, lavoir... Il dessine aussi une part importante des bâtiments privés à reconstruire : maisons, commerces, fermes urbaines... Il s'agit d'une expérience unique où l'urbaniste Roger Bouvard fut aussi jusqu'en 1937 l'architecte de la quasi totalité des constructions. Elles furent réalisées, là encore situation unique, avec les mêmes matériaux dont une brique silico-calcaire fabrique sur place par une seule entreprise tout en échappant aux modèles types et la répétition Pour cette raison la Cité de Cormicy a été déclarée site patrimonial remarquable et fait l'objet d'un PVAP (plan de valorisation de l'architecture et du patrimoine - ancienne AVAP) et vient d'être homologuée Petite Cité de Caractère.
- 1925 - Groupe scolaire 40-42, rue Madame à Paris ;
- 1925 - Pavillon de la ville de Paris - exposition des arts décoratifs ;
- 1928-1929 - Villa Windsor[3], Paris ;
- non daté - mais après guerre - Central pour la Compagnie des tramways de Paris et du département de la Seine, 15 bis rue des 4-Chemins à Aubervilliers.